# David Rittich
David Rittich (* 19. srpna 1992 Jihlava) je český hokejový brankář. V prosinci 2015 byl nominován do reprezentace, ale do zápasu nezasáhl. Naopak roku 2018 byl nominován na mistrovství světa, kde zasáhl do tří zápasů.

## Hráčská kariéra
Profesionální kariéru začal v prvoligové HC Dukla Jihlava, kde se brzo po svém příchodu stal týmovou jedničkou v brance. Po probojování se do hlavního celku Calgary Flames dostával dost prostoru, před sezónou 2020/2021 však Flames přivedli do branky zkušeného Jacoba Markströma. Ten Ritticha poslal do role jasné dvojky a vše vyvrcholilo výměnou do Toronta Maple Leafs za volbu v 3. kole draftu 2022. V Torontu se měl chopit role jedničky po zranění Frederika Andersena. Rittich se však v Torontu nesetkal s dobrou formou, následující rok tak uzavřel roční kontrakt na 1,25 milionu dolarů s Nasvillem Predators, kde kryl záda Juuse Sarosovi. Ten se však zranil těsně před play-off a do pozice jedničky byl tedy nasazen Rittich, jenž ale v prvním kole play-off proti Colorado Avalanche inkasoval v první třetině pět branek a vystřídal jej Connor Ingram, jenž sérii dochytal. Nashville padl 0:4 na zápasy.
Jeho otcem je bývalý hokejový rozhodčí David Rittich, on sám také vlastní licenci rozhodčího.

## Prvenství

### ČHL
- Debut - 12. září 2014 (PSG Zlín proti BK Mladá Boleslav)
- První inkasovaný gól - 12. září 2014 (PSG Zlín proti BK Mladá Boleslav, českým útočníkem Jiřím Ondráčkem)
- První čisté konto - 16. října v 2015 (BK Mladá Boleslav proti HC Kometa Brno)

### NHL
- Debut - 8. dubna 2017 (San Jose Sharks proti Calgary Flames)
- První inkasovaný gól - 8. dubna 2017 (San Jose Sharks proti Calgary Flames, americkým útočníkem Danny O'Regan)
- První čisté konto - 10. listopadu 2018 (Los Angeles Kings proti Calgary Flames)

## Ocenění a úspěchy
- 2014 1.ČHL - Nejvíc vychytaných výher
- 2020 NHL - All-Star Game

## Klubová statistika

### Základní části
| Sezona       | Tým                 | Liga         | Z   | V   | P  | R/Pvp | MIN    | OG  | ČK | POG  | %ChS |
| ------------ | ------------------- | ------------ | --- | --- | -- | ----- | ------ | --- | -- | ---- | ---- |
| 2014–15      | BK Mladá Boleslav   | ČHL          | 23  | 8   | 15 | 0     | 1218   | 64  | 0  | 3.15 | .891 |
| 2015–16      | BK Mladá Boleslav   | ČHL          | 48  | 26  | 22 | 0     | 2849   | 120 | 5  | 2.53 | .917 |
| 2016–17      | Stockton Heat       | AHL          | 31  | 15  | 11 | 1     | 1774   | 67  | 5  | 2.27 | .924 |
| 2016–17      | Calgary Flames      | NHL          | 1   | 0   | 0  | 0     | 20     | 1   | 0  | 3.00 | .900 |
| 2017–18      | Stockton Heat       | AHL          | 12  | 7   | 5  | 0     | 697    | 37  | 2  | 3.18 | .889 |
| 2017–18      | Calgary Flames      | NHL          | 21  | 8   | 6  | 3     | 1,009  | 49  | 0  | 2.92 | .904 |
| 2018–19      | Calgary Flames      | NHL          | 45  | 27  | 9  | 5     | 2,503  | 109 | 1  | 2.61 | .911 |
| 2019–20      | Calgary Flames      | NHL          | 48  | 24  | 17 | 6     | 2,792  | 138 | 2  | 2.97 | .907 |
| 2020–21      | Calgary Flames      | NHL          | 15  | 4   | 7  | 1     | 746    | 36  | 1  | 2.90 | .904 |
| 2020–21      | Toronto Maple Leafs | NHL          | 4   | 1   | 1  | 1     | 221    | 10  | 0  | 2.72 | .888 |
| 2021–22      | Nashville Predators | NHL          | 17  | 6   | 3  | 4     | 823    | 49  | 0  | 3.57 | .886 |
| 2022–23      | Winnipeg Jets       | NHL          | 21  | 9   | 8  | 1     | 1,122  | 50  | 0  | 2.67 | .901 |
| 2023–24      | Ontario Reign       | AHL          | 16  | 7   | 6  | 3     | 914    | 40  | 3  | 2.63 | .901 |
| 2023–24      | Los Angeles Kings   | NHL          | 24  | 13  | 6  | 3     | 1,365  | 49  | 3  | 2.15 | .921 |
| 2024–25      | Los Angeles Kings   | NHL          | 34  | 16  | 14 | 2     | 1,860  | 87  | 0  | 2.81 | .887 |
| Celkem v NHL | Celkem v NHL        | Celkem v NHL | 230 | 108 | 71 | 26    | 12,459 | 578 | 7  | 2.79 | .904 |

### Play-off
| Sezona       | Tým                 | Liga         | Z  | V | P | MIN | OG | ČK | POG   | %ChS |
| ------------ | ------------------- | ------------ | -- | - | - | --- | -- | -- | ----- | ---- |
| 2015–16      | BK Mladá Boleslav   | ČHL          | 10 | 4 | 6 | 638 | 34 | 1  | 3.20  | 90.3 |
| 2016–17      | Stockton Heat       | AHL          | 4  | 2 | 1 | 167 | 8  | 0  | 2.88  | 91.7 |
| 2019–20      | Calgary Flames      | NHL          | 1  | 0 | 1 | 17  | 3  | 0  | 10.85 | .667 |
| 2021–22      | Nashville Predators | NHL          | 1  | 0 | 1 | 15  | 5  | 0  | 19.91 | .615 |
| Celkem v AHL | Celkem v AHL        | Celkem v AHL | 4  | 0 | 4 | 149 | 13 | 0  | 5.24  | .787 |

### Reprezentace
| Rok                    | Tým                    | Soutěž                 | Z | V | P | R | MIN | OG | ČK | POG  | %ChS |
| ---------------------- | ---------------------- | ---------------------- | - | - | - | - | --- | -- | -- | ---- | ---- |
| 2018                   | Česko                  | MS                     | 3 | 2 | 1 | 0 | 182 | 6  | 1  | 1.98 | .900 |
| Seniorská reprezentace | Seniorská reprezentace | Seniorská reprezentace | 3 | 2 | 1 | 0 | 182 | 6  | 1  | 1.98 | .900 |